# Camponotus rufoglaucus
Camponotus rufoglaucus é uma espécie de inseto do gênero Camponotus, pertencente à família Formicidae.